# Каракистацький сільський округ
Каракиста́цький сільський округ (каз. Қарақыстақ ауылдық округі, рос. Каракыстакский сельский округ) — адміністративна одиниця у складі району Турара Рискулова Жамбильської області Казахстану. Адміністративний центр — село Каменка.
Населення — 4498 осіб (2021; 4323 у 2009, 4489 у 1999, 4874 у 1989).
Станом на 1989 рік існувала Каменська сільська рада (села Жалпаксаз, Казах, Каменка, Тасчулак). 1997 року до складу округу були приєднані Абайський сільський округ та Жанатурмиська сільська адміністрація, 2001 року був відновлений Абайський сільський округ, а 2002 року був відновлений Жанатурмиський сільський округ.

## Склад
До складу округу входять такі населені пункти:
| Населений пункт | Старі назви | Населення, осіб (1989) | Населення, осіб (1999) | Населення, осіб (2009) | Населення, осіб (2021) |
| --------------- | ----------- | ---------------------- | ---------------------- | ---------------------- | ---------------------- |
| Жалпаксаз, село | -           | 536                    | 457                    | 430                    | 389                    |
| Казах, село     | -           | 1102                   | 927                    | 862                    | 879                    |
| Каменка, село   | -           | 2649                   | 2493                   | 2454                   | 2675                   |
| Тасшолак, село  | Тасчулак    | 587                    | 612                    | 577                    | 555                    |